# Thelypteris tapantensis
Thelypteris tapantensis är en kärrbräkenväxtart som beskrevs av Alan Reid Smith och Lellinger. Thelypteris tapantensis ingår i släktet Thelypteris och familjen Thelypteridaceae. Inga underarter finns listade.